# قائمة ألعاب فيديو يوشي
يوشي (بالإنجليزية: Yoshi)‏ هي عبارة عن سلسلة ألعاب الفيديو لألعاب المنصات وألعاب الألغاز وهي جزء من سلسلة سوبر ماريو التي تم نشرها وإنتاجها من قبل شركة الألعاب اليابانية نينتندو. تم تطوير الألعاب من قبل مجموعة متنوعة من المطورين بما في ذلك نينتندو وغيم فريك وإنتيليجنت سيستمز وأرتون وخليفتها آرزيست وغود-فيل. تم إصدار ألعاب يوشي لأنظمة ألعاب الفيديو من نينتندو والأجهزة المحمولة التي يرجع تاريخها إلى نظام نينتندو إنترتينمنت سيستم إلى الجيل الثامن من أنظمة ألعاب الفيديو. تم نقل بعض ألعاب نينتندو إنترتينمنت سيستم الأصلية وسوبر نينتندو إنترتينمنت سيستم إلى غيم بوي أدفانس أو فرتشول كونسول (كلاهما، في حالة سوبر ماريو ورلد).
تدور أحداث السلسلة حول يوشي، شخصية ديناصور خضراء. تم تقديمه لأول مرة في لعبة سوبر نينتندو إنترتينمنت سيستم التي تم إصدارها في عام 1990، سوبر ماريو ورلد، حيث يمكن لماريو ولويجي الركوب عليه. الخصوم في السلسلة هم بيبي باوزر، ملك كوبا الشاب، وكاميك، وماغيكوبا الذي كان المشرف على باوزر عندما كان طفلاً. كانت أول لعبة يوشي هي لعبة ألغاز يوشي على نينتندو إنترتينمنت سيستم التي تم إصدارها في عام 1991، والتي تم تطويرها بواسطة غيم فريك. اللعبة التي تعتبر الأولى في السلسلة الرئيسية، بالإضافة إلى أول لعبة تظهر فيها يوشي في دور الشخصية الرئيسية القابلة للعب، هي اللعبة التي تم إصدارها في عام 1995، سوبر ماريو ورلد 2: يوشيز آيلاند، والتي تقدم عناصر الكون الأساسية التي يتم استخدامها في العديد من الألعاب التالية. تتضمن هذه العناصر الأساسية رسومات قصصية ملونة والعديد من عناصر اللعب. تلقت جزيرة يوشي في وقت لاحق نسختين متتاليتين؛ يوشيز آيلاند دي إس لنينتندو دي أس ويوشيز نيو آيلاند لنينتندو 3دي أس.
يوشي ستوري، التي تم إصدارها من أجل نينتندو 64، اتخذت نهجًا أكثر توجهاً نحو الألغاز، ثم تبعه اللعبتان الفرعيتان يوشيز يونيفيرسال غرافيتيشن ويوشي توش أند غو، وتم إصدارهما على غيم بوي أدفانس ونينتندو دي أس على التوالي. كانت اللعبة الرئيسية التالية في السلسلة هي يوشيز وولي ورلد، والتي تم إصدارها للوي يو ولاحقا 3دي أس، والتي أعيدت تسميتها باسم بوتشي أند يوشي وولي ورلد. تم إصدار أحدث لعبة، يوشيز كرافتد ورلد لجهاز نينتندو سويتش في مارس.

## ألعاب فيديو

### السلسلة الرئيسية
| العنوان | التفاصيل |
| --- | --- |
| سوبر ماريو ورلد 2: يوشيز آيلاند تاريخ الإصدار الأصلي: اليابان 5 أغسطس 1995 أ.ش. 4 أكتوبر 1995 أوروبا 6 أكتوبر 1995       | سنوات الإصدار وفقاً للمشغل: 1995 - سوبر نينتندو إنترتينمنت سيستم 2002 - غيم بوي أدفانس 2014 - وي يو فرتشول كونسول 2019 - نينتندو سويتش أونلاين |
| سوبر ماريو ورلد 2: يوشيز آيلاند تاريخ الإصدار الأصلي: اليابان 5 أغسطس 1995 أ.ش. 4 أكتوبر 1995 أوروبا 6 أكتوبر 1995       | ملاحظات: - تعرف في اليابان بإسم سوبر ماريو: يوسي آيلاند (بالإنجليزية: Super Mario: Yossy Island‎؛ باليابانية: スーパーマリオ ヨッシーアイランド؛ بالهيبورن: Sūpā Mario: Yosshī Airando). - قامت نينتندو بتطوير اللعبة. - تم نقل اللعبة إلى غيم بوي أدفانس غي عام 2002. - أعيد إصدار غيم بوي أدفانس للفرتشول كونسول الخاص بالوي يو. - تم تضمين النسخة الأصلية في نظام سوبر إن إي إس كلاسيك إديشن. - كانت واحدة من مجموعة ألعاب سوبر نينتندو الأصلية التي تم إصدارها في عام 2019 لنينتندو سويتش أونلاين. |
| يوشيز ستوري تاريخ الإصدار الأصلي: اليابان 21 ديسمبر 1997 أ.ش. 10 مارس 1998 بال 10 مايو 1998                              | سنوات الإصدار وفقاً للمشغل: 1997 - نينتندو 64 2007 - وي فرتشول كونسول 2016 - وي يو فرتشول كونسول |
| يوشيز ستوري تاريخ الإصدار الأصلي: اليابان 21 ديسمبر 1997 أ.ش. 10 مارس 1998 بال 10 مايو 1998                              | ملاحظات: - قامت نينتندو بتطوير اللعبة. - أعيد إصدار اللعبة على وي فرتشول كونسول في عام 2007، ووي يو فرتشول كونسول في 2016. |
| يوشيز يونيفيرسال غرافيتيشن تاريخ الإصدار الأصلي: اليابان 9 ديسمبر 2004 أ.ش. 13 يونيو 2005 أوروبا 22 أبريل 2005           | سنوات الإصدار وفقاً للمشغل: 2004 - غيم بوي أدفانس |
| يوشيز يونيفيرسال غرافيتيشن تاريخ الإصدار الأصلي: اليابان 9 ديسمبر 2004 أ.ش. 13 يونيو 2005 أوروبا 22 أبريل 2005           | ملاحظات: - تعرف في أمريكا الشمالية باسم: يوشي توبسي-تورفي. - تم تطوير اللعبة بواسطة أرتون. |
| يوشي توش أند غو تاريخ الإصدار الأصلي: اليابان 27 يناير 2005 أ.ش. 24 مارس 2005 أوروبا 6 مايو 2005 أوس 10 مايو 2005        | سنوات الإصدار وفقاً للمشغل: 2005 - نينتندو دي أس 2015 - وي يو فرتشول كونسول |
| يوشي توش أند غو تاريخ الإصدار الأصلي: اليابان 27 يناير 2005 أ.ش. 24 مارس 2005 أوروبا 6 مايو 2005 أوس 10 مايو 2005        | ملاحظات: - تعرف في اليابان بإسم كاتش! توش! يوشي!. - قامت نينتندو بتطوير اللعبة. - أعيد إصدار اللعبة للفرتشول كونسول الخاص بالوي يو عام 2015. |
| يوشيز آيلاند دي إس تاريخ الإصدار الأصلي: اليابان 8 مارس 2007 أ.ش. 13 نوفمبر 2006 أوروبا 1 ديسمبر 2006 أوس 17 نوفمبر 2006 | سنوات الإصدار وفقاً للمشغل: 2006 - نينتندو دي أس 2015 - وي يو فرتشول كونسول |
| يوشيز آيلاند دي إس تاريخ الإصدار الأصلي: اليابان 8 مارس 2007 أ.ش. 13 نوفمبر 2006 أوروبا 1 ديسمبر 2006 أوس 17 نوفمبر 2006 | ملاحظات: - طورت اللعبة بواسطة أرتون. - أعيد إصدار اللعبة على الفرتشول كونسول الخاص بالوي يو عام 2015. |
| يوشيز نيو آيلاند تاريخ الإصدار الأصلي: اليابان 24 يوليو 2014 أ.ش. 14 مارس 2014 أوروبا 14 مارس 2014 أوس 15 مارس 2014      | سنوات الإصدار وفقاً للمشغل: 2014 - نينتندو 3دي أس |
| يوشيز نيو آيلاند تاريخ الإصدار الأصلي: اليابان 24 يوليو 2014 أ.ش. 14 مارس 2014 أوروبا 14 مارس 2014 أوس 15 مارس 2014      | ملاحظات: - طورت آرزيست هذه اللعبة. |
| يوشيز وولي ورلد تاريخ الإصدار الأصلي: اليابان 16 يوليو 2015 أ.ش. 16 أكتوبر 2015 أوروبا 26 يونيو 2015 أوس 25 يونيو 2015   | سنوات الإصدار وفقاً للمشغل: 2015 - وي يو 2017 - نينتندو 3دي أس |
| يوشيز وولي ورلد تاريخ الإصدار الأصلي: اليابان 16 يوليو 2015 أ.ش. 16 أكتوبر 2015 أوروبا 26 يونيو 2015 أوس 25 يونيو 2015   | ملاحظات: - طورت اللعبة بواسطة غود-فيل. - أعيد إصدار اللعبة على نينتندو 3دي أس بإسم بوتشي أند يوشي وولي ورلد في 2017. |
| يوشيز كرافتد ورلد تاريخ الإصدار الأصلي: عالمي 29 مارس 2019                                                               | سنوات الإصدار وفقاً للمشغل: 2019 - نينتندو سويتش |
| يوشيز كرافتد ورلد تاريخ الإصدار الأصلي: عالمي 29 مارس 2019                                                               | ملاحظات: - قامت غود-فيل بتطوير اللعبة مستخدمة أنريل إنجن. |

### ألعاب فرعية
| العنوان                                                                                       | التفاصيل |
| --------------------------------------------------------------------------------------------- | --- |
| يوشي تاريخ الإصدار الأصلي: اليابان 14 ديسمبر 1991 أ.ش. 1 يونيو 1992 أوروبا 10 ديسمبر 1992     | سنوات الإصدار وفقاً للمشغل: 1991 - نينتندو إنترتينمنت سيستم 1991 - غيم بوي 2007 - وي فرتشول كونسول 2011 - نينتندو 3دي أس فرتشول كونسول 2013 - وي يو فرتشول كونسول |
| يوشي تاريخ الإصدار الأصلي: اليابان 14 ديسمبر 1991 أ.ش. 1 يونيو 1992 أوروبا 10 ديسمبر 1992     | ملاحظات: - تسمى يوشيز إيج في اليابان وماريو أند يوشي في منطقة بال. - قامت غيم فريك بتطوير اللعبة. - أعيد إصدار اللعبة في 2007 على وي فرتشول كونسول، وفي 2011 على نينتندو 3ي أس فرتشول كونسول، وغفي 2013 على وي يو فرتشول كونسول.                                                                       |
| يوشيز كوكي تاريخ الإصدار الأصلي: اليابان 21 نوفمبر 1992 أ.ش. أبريل 1993 أوروبا 28 أبريل 1993  | سنوات الإصدار وفقاً للمشغل: 1992 - نينتندو إنترتينمنت سيستم 1992 - غيم بوي 1993 - سوبر نينتندو إنترتينمنت سيستم 2008 - وي فرتشول كونسول |
| يوشيز كوكي تاريخ الإصدار الأصلي: اليابان 21 نوفمبر 1992 أ.ش. أبريل 1993 أوروبا 28 أبريل 1993  | ملاحظات: - قامت نينتندو بتطوير اللعبة. - تم تضمين اللعبة في مجموعة نينتندو بازل كولكشن للغيم كيوب. - أعيد إصدار اللعبة على وي فرتشول كونسول في عام 2008 وكان متاحًا حتى عام 2013. |
| يوشيز سفاري تاريخ الإصدار الأصلي: اليابان 14 يوليو 1993 أ.ش. سبتمبر 1993 أوروبا 1993          | سنوات الإصدار وفقاً للمشغل: 1993 - سوبر نينتندو إنترتينمنت سيستم |
| يوشيز سفاري تاريخ الإصدار الأصلي: اليابان 14 يوليو 1993 أ.ش. سبتمبر 1993 أوروبا 1993          | ملاحظات: - قامت نينتندو بتطوير اللعبة. - هي لعبة قواص بالسلاح الضوئي. |
| تتريس أتاك تاريخ الإصدار الأصلي: اليابان 27 أكتوبر 1995 أ.ش. أغسطس 1996 أوروبا 28 نوفمبر 1996 | سنوات الإصدار وفقاً للمشغل: 1995 - سوبر نينتندو إنترتينمنت سيستم 1996 - غيم بوي |
| تتريس أتاك تاريخ الإصدار الأصلي: اليابان 27 أكتوبر 1995 أ.ش. أغسطس 1996 أوروبا 28 نوفمبر 1996 | ملاحظات: - إعادة تشكيل للعبة اليابانية بانيل دي بون، أعيدت تسميتها لاستخدام الشخصيات والإعدادات من سوبر ماريو ورلد 2. تم إصدار نسخة يابانية من هذا العنوان الذي أعيد تسميته، يوشيز بانيبون، في اليابان لخدمة مودم ساتيلافيو الساتلي.[بحاجة لمصدر] - قامت شركتي إنتيليجنت سيستمز ونينتندو بتطوير اللعبة |

### ألعاب ملغية
| العنوان                                                 | التفاصيل |
| ------------------------------------------------------- | --- |
| يوشي 3دي تاريخ الإصدار الأصلي: ألغيت اللعبة             | سنوات الإصدار وفقاً للمشغل: ملغية - نينتندو 64 |
| يوشي 3دي تاريخ الإصدار الأصلي: ألغيت اللعبة             | ملاحظات: - في عام 1996، اقتربت أرغوناوت سوفتوير من نينتندو بعرض تقني للعبة يوشي ثلاثية الأبعاد مقترحة لنينتندو 64. ومع ذلك، رفضت نينتندو العرض، منهية جميع العلاقات التجارية المستقبلية بين الشركتين. تم تطوير اللعبة في النهاية إلى لعبة مشابهة ولكنها غير ذات صلة تسمى كروك: ليجيند أوف ذا غوبوس، من إنتاج فوكس إنتراكتيف للبلاي ستيشن، سيجا ساترن ومايكروسوفت ويندوز، وأصدرت في النهاية تكملة في عام 1999 بعنوان كروك 2. |
| يوشيز ستوري جي بي أي تاريخ الإصدار الأصلي: ألغيت اللعبة | سنوات الإصدار وفقاً للمشغل: ملغية - غيم بوي أدفانس |
| يوشيز ستوري جي بي أي تاريخ الإصدار الأصلي: ألغيت اللعبة | ملاحظات: - تم عرض العرض التوضيحي عندما كشفت نينتندو لأول مرة عن غيم بوي أدفانس لمطوري الألعاب في الولايات المتحدة. لقد كان عرضًا تقنيًا تم اشتقاقه بشكل أساسي من يوشيز ستوري. تختلف طريقة اللعب اختلافًا جذريًا عن اللعبة الأصلية. على سبيل المثال، لم يستطع يوشي إلقاء البيض أو استخدام لسانه. كان الهدف من العرض التوضيحي إظهار القدرات الرسومية لغيم بوي أدفانس ولم يتم إصداره مطلقًا كلعبة مكتملة.                           |

## التقييم
| لعبة                            | سنة                                       | نسخ مباعة             | ميتاكريتيك              |
| ------------------------------- | ----------------------------------------- | --------------------- | ----------------------- |
| سوبر ماريو ورلد 2: يوشيز آيلاند | 1995 (سوبر نينتندو) 2002 (غيم بوي أدفانس) | 4 مليون سوبر نينتندو) | 91/100 (غيم بوي أدفانس) |
| يوشيز ستوري                     | 1997                                      |                       | 65/100                  |
| يوشيز يونيفيرسال غرافيتيشن      | 2004                                      |                       | 60/100                  |
| يوشي توش أند غو                 | 2005                                      |                       | 73/100                  |
| يوشيز آيلاند دي إس              | 2006                                      | 2.91 مليون            | 81/100                  |
| يوشيز نيو آيلاند                | 2014                                      |                       | 64/100                  |
| يوشيز وولي ورلد                 | 2015                                      | 1.37 مليون            | 78/100                  |
| يوشيز كرافتد ورلد               | 2019                                      | 1.84 مليون            | 79/100                  |